# Alfred Heldt
Alfred Heldt (* 7. August 1918) war Fußballtorwart in Wismar. Für die ZSG Anker Wismar spielte er 1949/50 in der ostdeutschen Oberliga.

## Sportliche Laufbahn
Im Zuge des Neuaufbaus des Fußballsports in der Ostseestadt Wismar nach dem Zweiten Weltkrieg entwickelte sich mit der SG Wismar Süd eine spielstarke Mannschaft, die bereits bei der 1. Ostzonenmeisterschaft 1948 bis in das Viertelfinale vorstieß. Torwart dieser Mannschaft war der damals 30-jährige Alfred Heldt, mit dem die SG Süd zuvor bereits die Landesmeisterschaft in Mecklenburg gewonnen hatte. 1949 konnte Wismar Süd beide Erfolge wiederholen, Heldt wurde jedoch zeitweise von Hartwig und Zarnitz ins dritte Glied verwiesen. Mit der erneuten Mecklenburger Meisterschaft hatte sich die Mannschaft für die neu gegründete Fußball-Oberliga des ostdeutschen Sportausschusses qualifiziert. Obwohl nun schon 31 Jahre alt, gehörte Heldt wieder zum Aufgebot für Wismars erste Oberligasaison 1949/50, in der die Mannschaft unter dem neuen Namen ZSG Anker Wismar antrat. Heldt stand in allen 26 Punktspielen im Tor, konnte aber nicht verhindern, dass die ZSG 15 Niederlagen hinnehmen musste, darunter ein 0:11 bei der SG Dresden-Friedrichstadt. Wismar landete am Saisonende auf Platz 13 und verlor anschließend das Entscheidungsspiel um den Klassenerhalt gegen die punktgleiche SG Altenburg Nord mit 2:3, allerdings ohne Stammtorhüter Heldt. Da er später nicht mehr in der 1. Mannschaft aufgeboten wurde, blieb Heldts letztes Punktspiel die Begegnung Eintracht Stendal – Anker Wismar (5:1) am 16. April 1950.